# Грюнвальд, Мортен
Вальтер Мортен Грюнвальд (дат. Walter Morten Grunwald; 9 декабря 1934, Оденсе — 14 ноября 2018) — датский актёр и театральный режиссёр. Двукратный лауреат премии «Бодиль» (1965, 2008).

## Биография
Родился 9 декабря 1934 года в Оденсе.
Учился на зубного техника и работал на молокозаводе, но в итоге всё же связал свою жизнь с искусством. Окончил театральную школу в Оденсе при Королевском театре (1958).
Дебютная роль в кино — журналист в комедии Пеера Гульдбрандсена «Ложь и рычание льва» (1961). Наиболее известен по ролям в серии фильмов о банде Ольсена и шпионским комедиям «Бей первым, Фредди!» (1965) и «Расслабься, Фредди!» (1966).
В 1971—1980 годы — директор, актёр и режиссёр Бристольского музыкального театрального центра в Копенгагене, в 1980—1992 годы — в театре имени Бетти Нансен, с 1989 по 1998 — актёр и режиссёр театра Острё Гасуоркс.
Грюнвальд вышел на пенсию 11 июня 2017 года, сославшись на возраст.

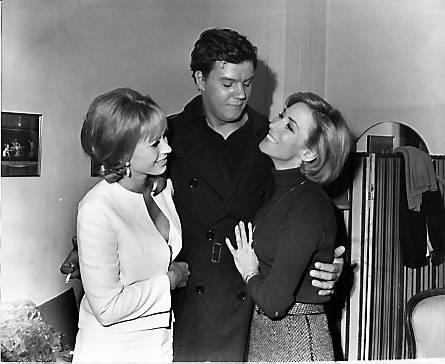
Мортен Грюнвальд, Лили Веидинг (справа) и Ханне Борхсениус (слева), 1966 год

С 1961 года был женат на актрисе Лили Веидинг, которая старше его на 10 лет.
16 октября 2018 года 83-летний Грюнвальд сообщил датским СМИ, что болен раком щитовидной железы и ему осталось только несколько месяцев жизни. Незадолго до этого он посетил празднование 50-летнего юбилея первого фильма группы Ольсена. Месяц спустя 14 ноября он умер в районе Копенгагена Хеллеруп.

## Фильмография
- 1965 — Бей первым, Фреди! — Фреди Хансен
- 1966 — Расслабься, Фреди! — Фреди Хансен
- 1968 — Банда Ольсена — Бенни Франдсен
- 1969 — Банда Ольсена в упряжке — Бенни Франдсен
- 1971 — Банда Ольсена в Ютландии — Бенни Франдсен
- 1972 — Большое ограбление банды Ольсена — Бенни Франдсен
- 1973 — Банда Ольсена разбушевалась — Бенни Франдсен
- 1974 — Последняя эскапада банды Ольсена — Бенни Франдсен
- 1975 — Банда Ольсена идёт по следу — Бенни Франдсен
- 1976 — Банда Ольсена в ярости — Бенни Франдсен
- 1977 — Банда Ольсена где-то там — Бенни Франдсен
- 1978 — Банда Ольсена вступает в войну — Бенни Франдсен
- 1979 — Операция начнётся после полудня — Бенни Франдсен
- 1981 — Побег банды Ольсена через дощатый забор — Бенни Франдсен
- 1981 — Банда Ольсена далеко — Бенни Франдсен
- 1998 — Последняя миссия банды Ольсена — Бенни Франдсен
- 2014 — Тихое сердце — Поуль